# Israel Castro
Israel Castro (né le 20 décembre 1980 à Mexico) est un footballeur international mexicain.

## Biographie
Le 1er mai 2010, il est sélectionné pour la Coupe du monde 2010 en Afrique du Sud.

## Palmarès
- Gold Cup : 2009 et 2011
- Championnat du Mexique : Apertura 2004, Clausura 2004 et Clausura 2009
- Supercoupe du Mexique : 2004